# Olena Župieva
Olena Pavlivna Župieva-V"jazova (in ucraino Олена Павлівна Жупієва-В'язова?, angl.: Olena Pavlivna Zhupiyeva-Vyazova; in russo Елена Павловна Жупиева-Вязова?, Elena Pavlovna Zupieva-Vjazova; Arcangelo, 18 aprile 1960) è un'ex mezzofondista ucraina, fino al 1991 sovietica, vincitrice della medaglia di bronzo ai Giochi olimpici di Seul 1988.

## Palmarès
| Anno                                      | Manifestazione  | Sede       | Evento        | Risultato | Prestazione | Note |
| ----------------------------------------- | --------------- | ---------- | ------------- | --------- | ----------- | ---- |
| In rappresentanza dell' Unione Sovietica  |                 |            |               |           |             |      |
| 1986                                      | Europei         | Stoccarda  | 3000 m piani  | 6ª        | 8'40"74     |      |
| 1986                                      | Europei         | Stoccarda  | 10000 m piani | 6ª        | 31'42"99    |      |
| 1987                                      | Mondiali        | Roma       | 10000 m piani | Argento   | 31'09"40    |      |
| 1988                                      | Giochi olimpici | Seul       | 10000 m piani | Bronzo    | 31'19"82    |      |
| In rappresentanza della Squadra Unificata |                 |            |               |           |             |      |
| 1992                                      | Giochi olimpici | Barcellona | 10000 m piani | Batteria  | dnf         |      |

## Altre competizioni internazionali
1992
- 4ª in Coppa del mondo ( L'Avana), 10000 m piani - 33'59"99

1996
- 4ª in Coppa Europa ( Madrid), 5000 m piani - 15'52"45